# Abbasihuset
Abbasihuset är en byggnad i Kashan i Iran. Den uppfördes i slutet av 1700-talet.